# Escuela Técnica Superior de Arquitectura de La Coruña

## Introducción
La Escuela Técnica Superior de Arquitectura de La Coruña (ETSAC), también conocida como Pedro Barrié de la Maza, es la facultad de arquitectura de la Universidad de La Coruña, ubicada en Galicia, España. El centro se encuentra en el campus de la Zapateira y ofrece programas de grado, maestrías de postgrado y estudios de doctorado en arquitectura.
- En 1968, la Fundación Pedro Barrié de la Maza inicia las gestiones ante el Ministerio de Educación para la creación de una Escuela Técnica Superior de Arquitectura y una Escuela Universitaria de Arquitectura Técnica en La Coruña.[1]

- En 1971, Barrié de la Maza fallece y la Fundación se convierte en su heredera universal. Se contrata a un equipo estadounidense, dirigido por Raymond Caravaty, director del Center for Architectural Research del Instituto Politécnico Rensselaer de Troy, Nueva York, que se encarga de la planificación educativa, formando equipo con los arquitectos Rodolfo Ucha Donate, Juan Castañón y José María Laguna que realizan el proyecto del edificio.[1]

- En 1973, se crea el Colegio Oficial de Arquitectos de Galicia (COAG) a partir del antiguo Colegio Oficial de Arquitectos de Asturias, Galicia y León, que tuvo como último Decano a Andrés Fernández-Albalat Lois, que será también el primer Decano del COAG. El Colegio, en un primer momento apostará por crear una Escuela de Arquitectura privada en Santiago de Compostela.[2] Franco firma en el Pazo de Meirás, Sada (La Coruña), el "Decreto por el que se crea en La Coruña una Escuela Técnica Superior de Arquitectura". Nace adscrita a la Universidad de Santiago de Compostela, la única que existe en Galicia en este momento.[3]La Coruña vista desde la Escuela Técnica Superior de Arquitectura, al fondo en el centro la Torre de Hércules y a la derecha las tres torres del Palacio Municipal de María Pita.

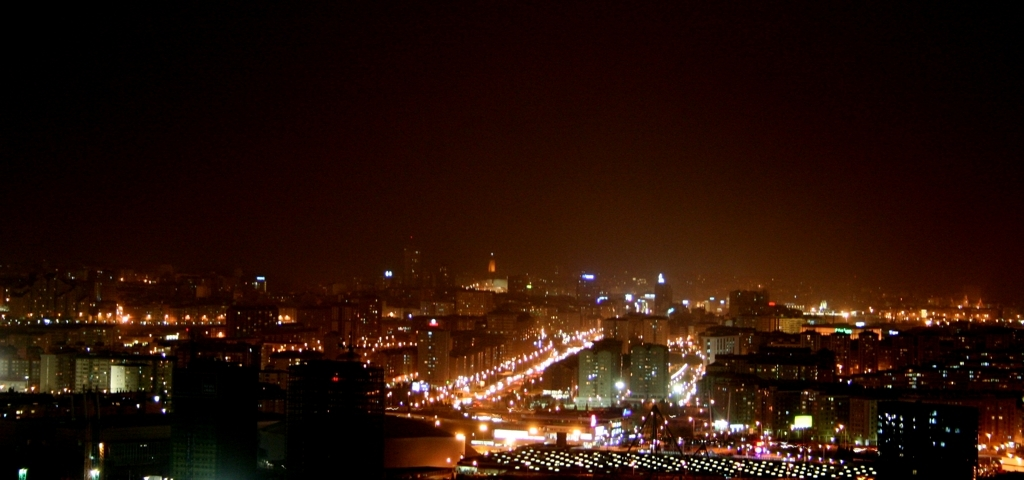
La Coruña vista desde la Escuela Técnica Superior de Arquitectura, al fondo en el centro la Torre de Hércules y a la derecha las tres torres del Palacio Municipal de María Pita.

- El 4 de noviembre de 1975 inicia el primer curso académico (1975-1976). El primer claustro estaba formado por José Antonio Franco Taboada (Director/Geometría Descriptiva); José Luis Mosquera Suárez ( Secretario/Álgebra Lineal); Xosé Manuel Casabella López (Dibujo Arquitectónico); Carlos Fernández-Gago Varela y Jesús Arsenio Díaz García (Análisis de Formas); Javier Padín Vaamonde (Cálculo Infinitesimal); y Carlos Losada Varela (Física).[2]

- En 1979 se establece la ampliación del plan de estudios de cinco a seis años.[4]

- En 1980 entra en funcionamiento el edificio actual.

- En 1986, Juan Bautista Pérez Valcárcel es nombrado director. En 1989 es sucedido por José Ramón Alonso Pereira.

- En 1989 se crea la Universidad de La Coruña y la Universidad de Vigo, mediante la Ley 11/1989, de 20 de julio, de Ordenación del Sistema Universitario de Galicia.[5]

- En 1991, la Fundación Barrié entrega a la Universidad de La Coruña los edificios de la ETSAC y de la EUATC, siendo estos sus dos primeros centros.[1]

- En 1994 se inicia la construcción del Edificio de Departamentos, reaprovechando y ampliando el antiguo Pabellón de Análisis de Formas. Para ello, se conforma un equipo con representantes de distintos departamentos: Fermín Bescansa López (Construcciones Arquitectónicas), Javier Estévez Cimadevila (Tecnología de la Construcción) y Santiago Tarrío Carrodeguas (Representación y Teoría Arquitectónica). La obra se completará en 1996.[6]

- En 1995 entra en vigor el nuevo plan de estudios estructurado en créditos.

- En 1996 asume la dirección José Juan González-Cebrián Tello.

- En 2005 se presenta una única candidatura a la Dirección de la Escuela, encabezada por Xosé Manuel Casabella López. El equipo de dirección queda formado por él como Director; Patricia Sabín Díaz y Cristóbal Crespo González como Subdirectores; María Jesús Dios Vieitez como Jefa de Estudios; y Juan Manuel Doce Porto como Secretario.

- En 2009 un grupo de estudiantes lanza un proyecto colaborativo para la creación de una wiki, con el objetivo de compartir información sobre materias, apuntes y eventos, llevando así a la ETSAC a la era 2.0.[7]

- En 2011 se lanza la revista de investigación *Boletín Académico*.

## Plan de estudios
El plan de estudios actual cuenta con un total de 444 créditos, distribuidos en cinco cursos: cuatro de ellos con una carga de 90 créditos cada uno, y un quinto curso con 84 créditos. Cada crédito equivale a diez horas lectivas.

### Primer Ciclo
- Primer Curso:
  - Introducción a la Arquitectura,
  - Geometría Descriptiva 1 (c),
  - Dibujo 1,
  - Fundamentos Físicos en la Arquitectura 1 (c),
  - Fundamentos Matemáticos 1 (c),
  - Proyectos 1,
  - Construcción 1,
  - Geometría Descriptiva 2 (c),
  - Fundamentos Físicos en la Arquitectura 2 (c),
  - Fundamentos Matemáticos 2 (c)

- Segundo Curso
  - Proyectos 2,
  - Historia del Arte,
  - Construcción 2,
  - Estructuras 1,
  - Urbanismo 1,
  - Dibujo 2
  - LIBRE ELECCIÓN 9c

### Segundo Ciclo
- Tercer Curso
  - Proyectos 3,
  - Teoría de la Arquitectura,
  - Construcción 3,
  - Estructuras 2,
  - Urbanismo 2,
  - Instalaciones,

- OPCIÓN TECNOLOGÍA:

- Proyectos de Estructuras 1

- OPCIÓN TEORÍA Y DISEÑO:

- Diseño Gráfico

- OPCIÓN URBANISMO:

- Dibujo 3

- LIBRE ELECCIÓN 9c

- Cuarto Curso

- Proyectos 4,
- Historia de la Arquitectura 1 (c),
- Construcción 4,
- Estructuras 3,
- Urbanismo 3,
- Historia de la Arquitectura 2 (c),

- OPCIÓN TECNOLOGÍA:

- Métodos Matemáticos,
- Optativa de segundo ciclo

- OPCIÓN TEORÍA Y DISEÑO:

- Diseño Industrial,
- Optativa de segundo ciclo

- OPCIÓN URBANISMO:

- Planeamiento Urbanístico 1,
- Optativa de segundo ciclo

- LIBRE ELECCIÓN 9c

- Quinto Curso

- Proyectos 5,
- Proyecto Fin de Carrera,
- Construcción 5

- OPCIÓN TECNOLOGÍA:

- Estructuras 4,
- Proyectos de Instalaciones,
- Optativa de segundo ciclo

- OPCIÓN TEORÍA Y DISEÑO:

- Restauración,
- Teoría de la Composición,
- Optativa de segundo ciclo

- OPCIÓN URBANISMO:

- Planeamiento Urb. 2,
- Proyectos de Urbanización,
- Optativa de segundo ciclo

- LIBRE ELECCIÓN 18c

- Optativas de Segundo Ciclo

- OPCIÓN TECNOLOGÍA:

- Cimentaciones,
- Proyectos de Estructuras 2,
- Industrialización y Prefabricación,
- Organización de Obras,
- Diseño de Sistemas Estructurales

- OPCIÓN TEORÍA Y DISEÑO:

- Arquitectura Industrial,
- Diseño de Interiores,
- Historia de la Arquitectura en Galicia

- OPCIÓN URBANISMO:

- Jardinería y Paisaje,
- Ordenación del Espacio Rural,
- Topografía,
- Legislación y Economía Urbana

### Estudios de Posgrado
- Máster en Urbanismo: planes y proyectos. Del territorio a la ciudad, duración: 1 año(2006)
- Master en Rehabilitación Arquitectónica, duración: 1 año (2007)

## Servicios

### Biblioteca
Es una de las bibliotecas de arquitectura más importantes de España y la primera de la Universidad de La Coruña en número de préstamos. Actualmente cuenta unas 33.000 monografías, unas 378 publicaciones periódicas, de las que actualmente se reciben 169 365 videos, 147 cd-rom, además de proyectos de fin de carrera y tesis doctorales. Está situada en la primera planta de la Escuela, ocupando unos 900 metros cuadrados, cuenta con 214 puestos de lectura y 4 puestos de consulta del catálogo automático informatizado (opac), además de diversos servicios multimedia y recursos electrónicos, como acceso a bases de datos y revistas electrónicas. Posee un fondo de unos 450 volúmenes excluidos de préstamo por ser obras antiguas o de interés para la investigación.

### Laboratorio de Diseño Asistido
Está situado en la quinta planta. En él se imparten clases de distintas asignaturas. Fuera de horario de docencia se encuentra disponible para uso académico por parte de los alumnos. Dispone de, aproximadamente, 100 puestos informáticos. Cuenta con el siguiente equipamiento: Impresoras: 1 impresora LÁSER A3 COLOR. Plotter: 2 HP DESIGNJET AO, 1 HP DESIGNJET A1. Escáner: 1 escáner A3 y 1 escáner de diapositivas.

### Biblioteca de Materiales
Recoge muestras de materiales de todo tipo así como los catálogos de las firmas comerciales que los producen, con sus calidades, características técnicas y precios de mercado. Funciona con un sistema de préstamo a domicilio.

### Laboratorio de Materiales
Actualmente se localiza en la Escuela Universitaria de Arquitectura Técnica, pero forma parte del Departamento de Construcciones Arquitectónicas. En él se realizan pruebas y ensayos de materiales como rotura de probetas, etc. Dispone de material muy diverso como prensas de compresión y tracción, cámara de humedad, balanzas de precisión, etc.

### Taller de Maquetas
Se encuentra localizado en la planta -1 del Edificio de Departamentos. Dispone de diversas máquinas de corte y herramientas, además de una colección de maquetas visitable.
Pero es mejor que las encarguéis a profesionales de la propia ciudad. Puesto que la maquinaria siempre presenta estado de avería; personal con agenda completa siendo incapaces de ofrecer un servicio de calidad.
Para los estudiantes, las maquetas (TFG) representan un valor importante a la hora de presentar su proyecto, por lo que siempre se recomienda solicitar ayuda de un profesional maquetista adecuado, más aun cuando los costes de una, acorde al proyecto a presentar, oscila entre los 350€ y los 450€ en los casos más grandes, detallados y precisos.

### Medios Audiovisuales
Es un servicio de apoyo que realiza diversas actividades relacionadas con el sonido y la imagen: Registro Videográfico de diversas actividades culturales que tienen lugar en la Escuela o están relacionadas con la arquitectura en cualquier lugar y que se incorporan a la Biblioteca, así como su retransmisión en tiempo real; Producción Propia de videos, gráficos destinados a la docencia y monografías de obras significativas y Apoyo Técnico a alumnos y profesores. Está situado en la segunda planta.

### Laboratorio Fotográfico
En el se desarrollan las prácticas de la asignatura de Arquitectura y Fotografía. Cuenta con diversos materiales para realizar las operaciones tradicionales de revelado fotográfico.

### Revista de investigación
La ETSAC publica la revista Boletín Académico con artículos de investigación sobre arquitectura contemporánea.

### Concesiones
- Cafetería/comedor